# Araneus cochise
Araneus cochise este o specie de păianjeni din genul Araneus, familia Araneidae, descrisă de Levi, 1973. Conform Catalogue of Life specia Araneus cochise nu are subspecii cunoscute.